# Ноотропні препарати

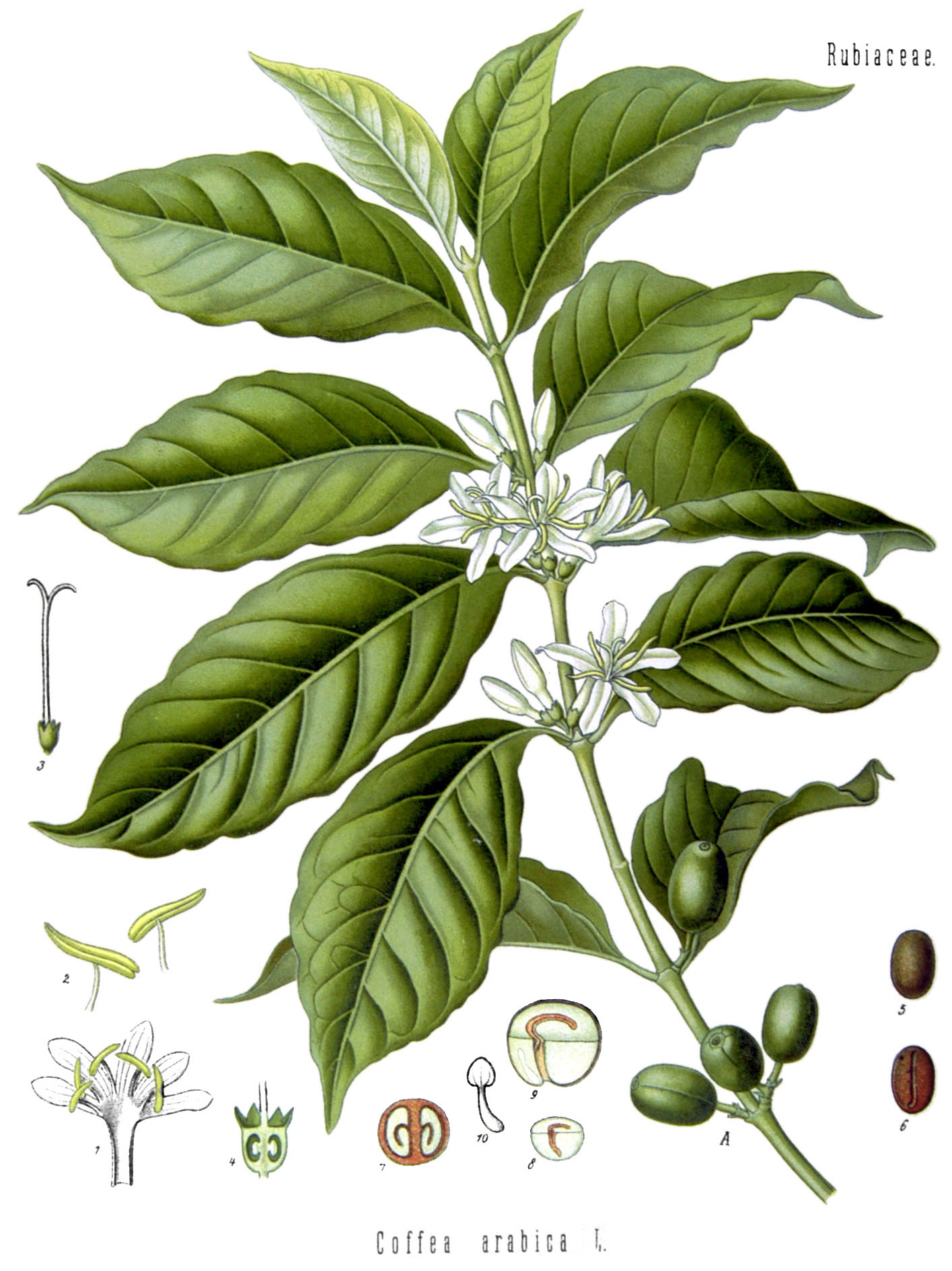
Кофеїн з рослини кава аравійська — найпоширеніший у світі ноотропний засіб

Ноотропи, ноотропні препарати (від грец. noos — «мислення, розум» і грец. tropos — «напрямок») — хімічні речовини, що начебто покращують когнітивні функції, такі як увага, пам'ять, бадьорість і самоконтроль. Питання щодо ефективності ноотропів є контроверсійним. Препарати цієї групи застосовуються як здоровими людьми — у випадках, коли потрібна підвищена мозкова активність, так і пацієнтами з різними видами захворювань, які негативно впливають на функції головного мозку.
Зазвичай випускаються у формі дієтичних добавок, нутрицевтиків або енергетичних напоїв, але в деяких країнах певні ноотропи відпускаються за рецептом лікаря.
Систематичні огляди та метааналіз клінічних досліджень на людях із застосуванням низьких доз певних стимуляторів центральної нервової системи показали, що ці препарати покращують пізнання у здорових людей, проте вираженість впливу індивідуальна і нестабільна та «коливається» у дуже широких межах.
З 2010 по 2019 роки FDA попереджало багатьох виробників харчових добавок про незаконний статус їхніх продуктів як несхвалених препаратів, які не підтвердили безпеку чи ефективність у дозах, зазначених у продуктах, а також про оманливий маркетинг.
У 2021 році світовий ринок ноотропів оцінювався в 10,69 мільярда доларів США, і очікується, що він буде зростати на 14,8 % протягом прогнозованого періоду. Для порівняння — обіг ринку ноотропів становив $1,96 млрд у 2018 році.
АТХ-класифікація: N06B X Різні психостимулювальні та ноотропні засоби

## Історія
Термін «ноотроп» походить від давньогрецького νόος (nóos) «розум» і τροπή (tropḗ) «поворот».
У 1964 році був синтезований пірацетам — перший препарат цієї групи. Це вдалося здійснити науковцям бельгійської фармацевтичної компанії UCB, яку очолював румунський психолог та хімік Корнеліу Джорджа. Нині цей препарат відомий в основному під комерційною назвою «Ноотропіл». Подібно психостимуляторам, він підвищує (лат. in vivo) розумову працездатність, але не зумовлює побічних ефектів, властивих психостимуляторам. Захоплений його властивостями покращувати ментальне функціонування навіть у здорових осіб та його безпечністю, Джорджа запропонував термін ноотропік, щоб описувати подібні речовини. Пірацетам був клінічно дозволений вже у ранніх 1970-х і використовується у багатьох Європейських країнах (в тому числі й в Україні — 2009). Кокранівський систематичний огляд, опублікований у 2004 році, не знайшов доказів щодо покращення когнітивних функцій при використанні пірацетаму.

## Характеристики
Корнеліу Джорджа також запропонував характеристики, за якими речовини можуть бути класифіковані як ноотропи.
1. Вони повинні покращувати навчання та пам'ять.
2. Вони повинні покращувати стійкість вивчених поведінок/навичок до умов, які можуть нівелювати їх (електроконвульсивний шок, гіпоксія)
3. Вони повинні захищати мозок від різних фізичних та хімічних ушкоджень.
4. Вони повинні підвищувати ефективність кортикальних/субкортикальних контрольних механізмів.
5. Вони повинні діяти на противагу іншим психотропним речовинам (седативний ефект, моторність) і проявляти малу кількість побічних ефектів та екстремально малу токсичність.

Ноотропні препарати відрізняються від інших психотропних препаратів тим, що не чинять вираженої психостимулювальної або седативної дій, не викликають: специфічних змін біоелектричної активності мозку, виснаження функціональних можливостей організму, звикання і залежності.

## Механізм дії ноотропів
В основі фармакотерапевтичної дії ноотропних препаратів при патології лежить вплив на обмінно-енергетичні процеси мозку (посилення синтезу макроергічних фосфатів, білків, активацію ряду ферментів, стабілізація ушкоджених мембран нейронів). Деякі ноотропні засоби, які застосовуються в медичній практиці, імітують метаболічні ефекти ГАМК. Механізм дії: зміна метаболічних, енергетичних процесів в нервовій клітині, посилення синтезу та метаболізму АТФ та фосфатидилхолін в мозковій тканині, активізація синтезу протеїнів та РНК, покращення утилізації глюкози, активація аденілатциклази, фосфоліпаз, стабілізація мембран нейронів. Покращення пам'яті пов'язують з впливом на глутаматергічну систему. Деякі препарати імітують вплив ГАМК, посилюють ГАМКергічні процеси. Пірацетам також посилює синтез дофаміну, підвищує рівень норадреналіну та ацетилхоліну. Стимулятори центральної нервової системи в невеликих кількостях здатні підвищувати здатність до навчання, не викликаючи когнітивних порушень у здорових людей. Впливають стимулятори на рецептори допаміну D1, адренорецептори А2, або на обидва типи рецепторів в префронтальній корі.
Нейромедіаторні механізми включають в себе вплив препарату на ГАМК, холін, глутамат-, дофамінергічні системи. В цьому відношенні найбільш перспективними є препарати — агоністи NMDA- і AMPA-підтипів глутаміних рецепторів і агоністи ГАМК-рецепторів (нооглютіл, мемантін модафініл), які по силі дії перевершують класичні рацетами.
Деякі з ноотропних засобів — холінергічні. Часто це сполуки та аналоги холіну, речовини, яка необхідна для синтезу ацетилхоліну(нейромедіатор) та фосфатидилхоліну (структурного компонента мембран клітин мозку).

## Класифікація
Єдиної визнаної класифікації станом на 2021 р. не існувало. Речовин з ноотропною дією поділяють на:
1. Похідні пірролідона: пірацетам, етирацетам, анірацетам, оксирацетам, прамірацетам, нефірацетам
2. Похідні диметиламіноетанола: ацефен, деанолу ацеглюмат, меклофеноксат, центрофеноксин
3. Похідні пірідоксину: піритинол
4. Препарати нейроамінокислот та їх похідні: ГАМК, аміналон, фенібут, пантогам, нікотиноїл ГАМК, гопантенова кислота, гліцин, глутамінова кислота, натрію оксибутират
5. Цереброваскулярні засоби: ніцерголін, вінпоцетин, вінкамін, цинаризин, флунаризин, німодипін
6. Нейропептиди та їх аналоги: АКТГ та його фрагменти, похідні вазопресину, тироліберин, мелатонін
7. Ксантинові похідні: пеноксифілін, карнітин, фосфатидилсерин
8. Вітаміни та їхні похідні: піридоксин, пантотенова кислота, фолієва кислота, вітамін Е
9. Холіноміметики центральної дії: холіну альфосцерат
10. Проміжні продукти метаболізму клітини: оротова та бурштинова кислоти
11. Субстрати, що постачають енергію: інозин, АТФ, РНК, глюкозо-1- і глюкозо-6-фосфат
12. Антиоксиданти: мексидол, іонол, нікотиноїлу ГАМК, фенібут
13. Комбіновані препарати: Інстенон.

…та ін.

### Приклади лікарських препаратів з ноотропною дією
- Пірацетам — є циклічним похідним ГАМК, надає сприятливий стимулюючий вплив на розумову діяльність при її недостатності. Має антигіпоксичний ефект, також має часткову протисудомну дію.
- Аміналон — препарат ГАМК, який синтезується в ЦНС[уточнити]. ГАМК — гальмівний медіатор ЦНС, бере участь в метаболічних процесах нервової тканини (виступає в якості субстрату дихання, активує ферменти циклу Кребса). Аміналон має погану провідність через гематоенцефалічний бар'єр, але при органічних ураженнях мозку проникність зростає. Аміналон здатний підвищувати мозкове кровопостачання, газообмін в мозковій тканині, а також має протигіпоксичний ефект, протисудинну дію[уточнити], яка пов'язана з нормалізацією ГАМК в тканинах мозку, особливо в епілептичних осередках. Аміналон викликає невелике зниження артеріального тиску з брадикардією. При високому вмісту цукру в крові, спостерігається гіпоглікемічний ефект, а при нормі — викликає часткову гіперглікемію (пов'язану з глікогенолізом). Приймається при розумовій недостатності, яка виникла через порушення мозкового кровообігу(атеросклероз, після інсульту, травми черепа та ін.), в результаті постійного вживання алкоголю, у розумово відсталих дітей.
- Фенібут — фенільний похідний ГАМК, має ноотропні та анксиолітичні властивості.
- Піритинол
- Прамірацетам
- Цитиколін
- Вінпоцетин
- Темгіколурил[13]

##### Наркотичні препарати
- Амфетамін — в низьких дозах покращує когнітивні функції (епізодичну пам'ять, увагу) у здорових людей та пацієнтів з СДУГ. В низьких дозах амфетамін покращує консолідацію пам'яті, що, своєю чергою, призводить до покращення запам'ятовування інформації у молодих людей без СДУГ.
- Метилфенідат — покращує робочу пам'ять, епізодичну пам'ять, сприяє підвищенню уваги. В дозах, які перевищують оптимальні, метилфенідат надає нецільову дію, яка знижує аспекти навчання.
- Модафініл — класифікується як стимулюючий препарат, здатний підвищувати концентрацію уваги, особливо у людей з розладами сну, покращує процеси мислення у здорових людей без СДУГ. Не впливає на настрій.
- Кофеїн — посилює активність та увагу.
- Нікотин — підвищує концентрацію уваги, епізодичну та робочу пам'ять, покращує дрібну моторику[18][19].

## Трави
- Bacopa monnieri використовується в аюрведичній традиційній медицині для покращення пам'яті. Метааналіз та огляди клінічних досліджень виявили докази того, що трава може покращувати когнітивні функції. Вважається, що Bacopa monnieri в першу чергу діє, стимулюючи розгалуження дендритів нейронів, тим самим полегшуючи міжнейронну комунікацію. Ця точка зору заперечується, інші припускають, що ноотропні ефекти Bacopa monnieri є результатом його статусу антиоксиданту та адаптогену.
- Panax ginseng — огляд Cochrane Collaboration показав, що результати його аналізу «припускають покращення деяких аспектів когнітивної функції, поведінки та якості життя», але зроблено висновок, що «існує відсутність переконливих доказів, які б показали ефект покращення когнітивних функцій» Panax ginseng у здорових учасників і немає високоякісних доказів його ефективності у пацієнтів з деменцією.
- Ґінкго білоба. Екстракт листя ґінкго білоба продається у вигляді харчової добавки з заявою, що він може покращити когнітивну функцію у людей без відомих когнітивних проблем, хоча немає високоякісних доказів, що підтверджують такий вплив на пам'ять або увагу у здорових людей. На основі ГБ виготовляють ЛЗ — Білобіл, Мемоплант, Ревайтл гінкго, Танакан[1].
- Salvia officinalis і Salvia lavandulaefolia (шавлія) — деякі дослідження припускають, що певні екстракти Salvia officinalis можуть мати позитивний вплив на роботу мозку людини, але через значні методологічні проблеми неможливо зробити чіткі висновки. Туйон, присутній в екстрактах шавлії, може бути нейротоксичним.
- Centella asiatica — метааналіз 2017 року з 11 дослідженнями (5 РКД з плацебо, 6 із використанням інших трав як групи порівняння), який не показав суттєвого покращення всіх когнітивних функцій, проте може мати певну користь для покращення настрою та гніву. Загальні дози були меншими, ніж традиційні 3 грами.

## Поживні речовини та дієтичні добавки
У 2018 році в Сполучених Штатах було визначено, що деякі ноотропні добавки містять оманливі інгредієнти та незаконний маркетинг.
Маркетингові твердження виробників щодо дієтичних добавок зазвичай не перевіряються (у тому числі й незалежними організаціями).